# برج الساعة (نابلس)

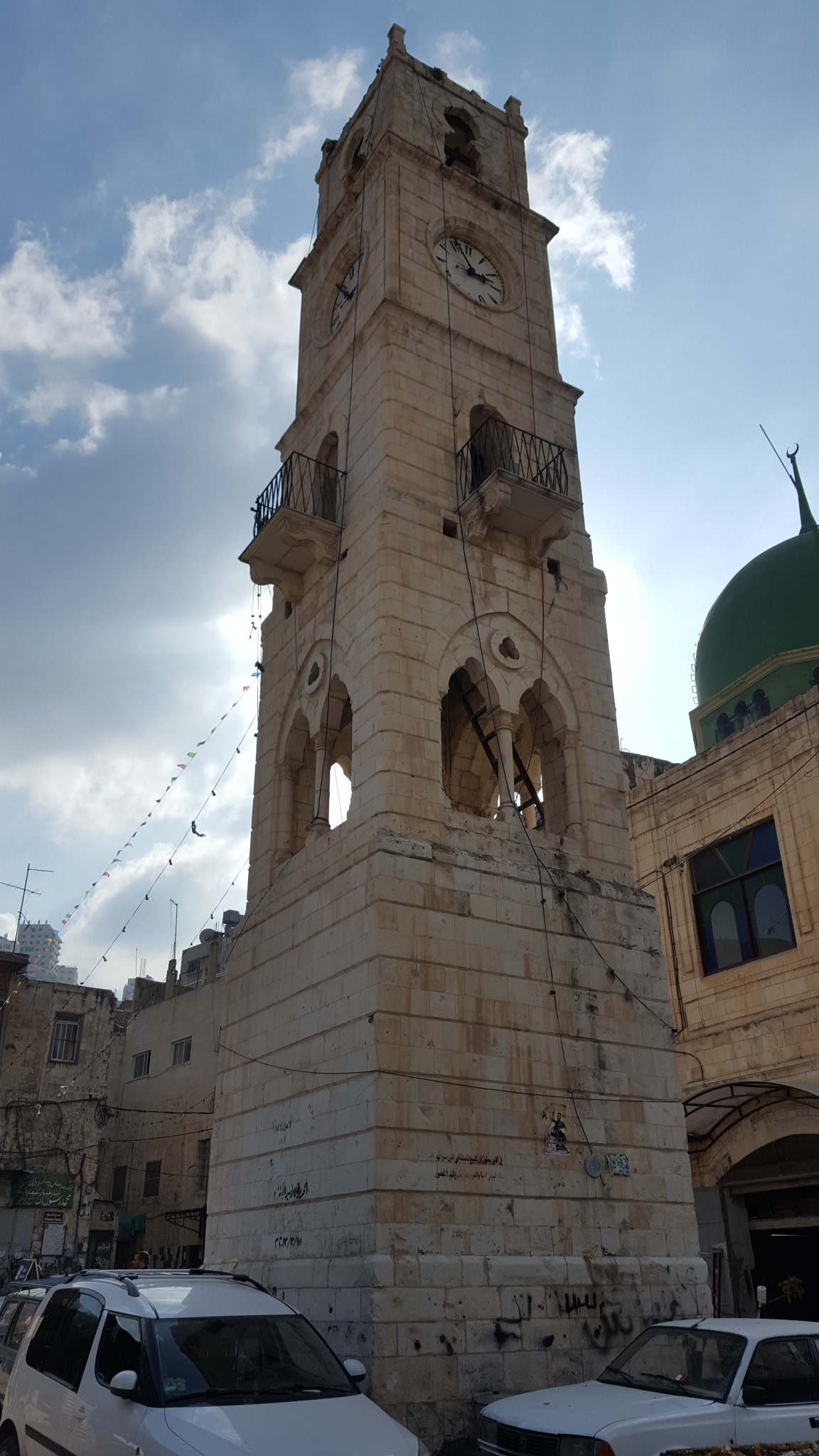
"المنارة" في البلدة القديمة بنابلس.

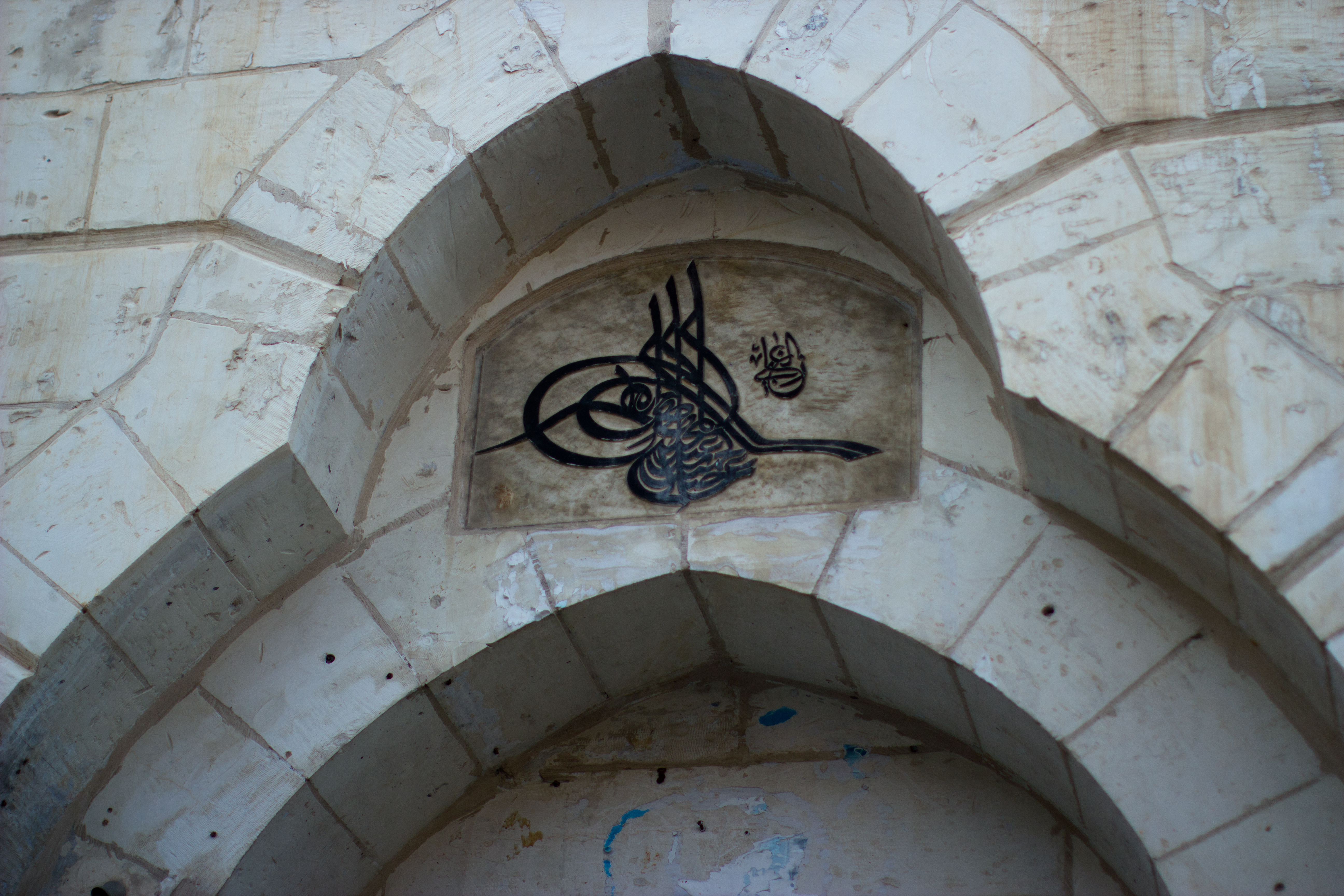
اللوحة الرخامية التي تعلو المدخل الجنوبي للبرج وهي مختومة بالختم العثماني.

برج الساعة أو برج الحميدية والمعروف أيضاً باسم المنارة هو برج أثري يعود تاريخه للحقبة العثمانية في فلسطين. يقع في وسط الساحة القديمة في مركز مدينة نابلس «باب الساحة»، وهو واحد من سبعة أبراج أقيمت في مدن فلسطين في العام 1901 احتفالاً بمرور 25 عاماً على اعتلاء السلطان عبد الحميد الثاني العرش العثماني، إذ تقع الأبراج الأخرى في القدس، يافا، حيفا، صفد، الناصرة، عكا - إلاّ أن برج القدس هدمته القوات البريطانية عند دخولها للمدينة - وقام أحمد الصروان ببنائه، حيث كان رئيس البنائين في نابلس آنذاك، وعندما بنيت الساعة حصل على وسام شرف من السلطان العثماني عبد الحميد الثاني باسم «سيروان». ويعتبر أحد أهم الأثار المعمارية العثمانية الباقية في نابلس.

## الطراز المعماري
أنشأت هذه المنارة سنة 1318هـ / 1901 م وذلك حسب النقش الرخامي الواقع على مدخلها الجنوبي، وكان البرج قد أُنشئ على أثر قيام السلطان عبد الحميد بإهداء مدينة نابلس ساعة بمناسبة عيد ميلاده، هو عبارة عن بناء مربع الشكل عالي الارتفاع يتكون من أربعة طوابق، الأول وهو الأرضي وفيه مدخل البرج، والثاني له شرفة حجرية ونوافذ، والثالث حيث توجد أربعة ساعات على الجهات الأربع للبرج، والأخير علقت فيه سقالات الساعة، ويصل إلى أعلى المنارة من خلال سلم داخلي خشبي، وقد كان لها دور كبير في ضبط مواقيت أهل نابلس، وكان لها موظف خاص مسؤول عن صيانتها وهي الآن شعار نابلس ورمزها. وأُعيد ترميمها عام 2012 من قبل وكالة التعاون والتنسيق التركية، ويحيط بها مقاعد خصصت للاستراحة.

## سبب التسمية
يُسمى البرج بثلاثة أسماء، برج الساعة نسبةً إلى الساعة التي تعتليه، وبرج الحميدية نسبةً إلى السلطان عبد الحميد الثاني، وبرج المنارة نسبةً إلى حي المنارة الذي يقع فيه البرج.

## أنظر أيضًا

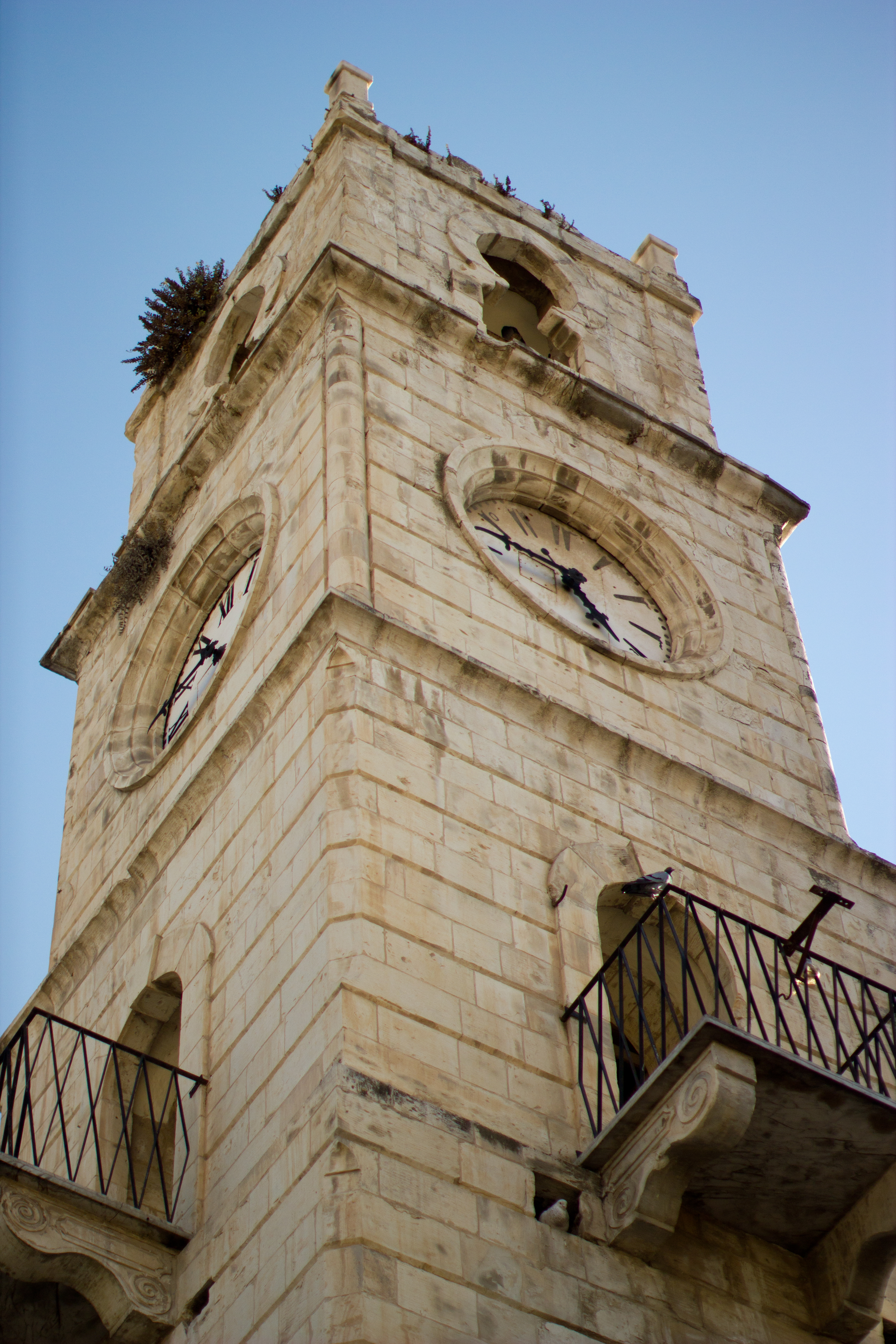
صورة قريبة للساعة التي تعتلي البرج.

- أبراج الساعات في فلسطين
- برج الساعة (صفد)
- برج الساعة (يافا)
- برج الساعة (حيفا)
- برج الساعة (عكا)